# Skenea californica
Skenea californica är en snäckart som först beskrevs av Bartsch 1907.  Skenea californica ingår i släktet Skenea och familjen Skeneidae. Inga underarter finns listade i Catalogue of Life.